# 아동 만화
아동 만화(兒童漫畫)는 ‘어린이들을 위한 만화 및 애니메이션’에 관한 용어이다. 일본 이외의 지역에서는 코도모(Kodomo, 일본에서 아동을 일컫는 말)라는 용어로 친숙하다. 한편 한국에서도 이와 유사하게 명랑 만화라는 장르가 존재하지만 성격이 약간 다르다. 또한 이와 유사하지만 성격이 다른 용어로는 유년 만화 등이 있으며 일본이나 다른 유럽어권 문화에서 널리 쓰이고 있다.

## 아동 만화 소개
아동 만화 잡지 류에 실리는 아동 만화는 독자 층인 아동들이 이해하기 쉽도록 스토리가 단순하며 교육적인 기능과 오락적인 기능을 겸하여 가지고 있다. 한편 오락적인 기능을 위해 완구 제작 업체가 관여하는 경우가 많고 완구 업체 외에도 식품 업체들 또한 작품의 후원을 맡고 있다. 또한 애니메이션으로 제작된 작품들은 내용에 따라 남아용과 여아용의 구분이 존재한다.
애니메이션의 경우, 1년(4분기)를 기준으로 만들어지지만 시청률이 낮은 작품은 방영 기간이 단축되기도 한다. 지방의 방송국의 사정으로 드물게 도중에 방영 중단이 이루어질 수는 있지만 보통은 중도에 방영이 종료되지 않는 편이다. 또한 시청률에 따라 완구 제작 업체의 매출에 영향이 있으므로 원작 작품과 다르게 원작에 없는 전개 및 설정으로 이야기를 진행하는 경우도 있다.

## 미디어별 연령층 공략법
코로코로 코믹 등의 아동용 만화 잡지, 포켓 몬스터 같은 저연령층에게 인기있는 캐릭터, 컴퓨터 게임을 원작으로 복잡한 복선 등의 교육과 뒤얽힌 인간 관계 등과 무관 한 심플한 작품 등을 통해 기본적으로 정서 교육적인 면도 있고 아이들의 정신적 발달에 이바지하는 우정과 연민, 타인에 대한 배려 같은 감정과 감성을 함양하는 작품 테마가 주를 이루지만 다른 한편으로, 장난감을 판매하는 반다이 다카라 토미, 세가 토이즈 등의 기대가 반영되어 주인공이 사용하는 기계 및 도구, 변신 상품이 강조되는 판촉 프로그램 화하고 있다.
장난감 제조 업체 외에 쇼가쿠칸, 슈에이샤, 코단샤 등 대기업 출판사, 쇼오와 노토 · 썬스타 문구의 성과 브랜드 등의 문구 제조 업체 및 식품 제조 업체가 주요 스폰서로 참여하고 있다. 일요일 아침 8시 30 분 범위는 TV 아사히 계열 · 반다이 · 코단샤 진영 (아사히 방송 제작 일요일 아침 8시 30 분 프레임 애니메이션), 토에이 애니메이션 제작의 「프리큐어 시리즈 」라고 테레비 도쿄 계열 · 다카라 토미 쇼가쿠칸 진영 (테레비 도쿄 계열 일요일 아침 8시 30 분 프레임 애니메이션), SynergySP 제작의 「탑 블레이드 시리즈」및 「비스트 사가」와 어린이 애니메이션들이 어떻게 시간에 방송되고 있지만, 시청 대상이 여아 전용과 남아 전용과 다를 수 있게 하여 공존이 이루어지고 있다.

## 인기 작품의 시리즈화
다른 TV 프로그램과 마찬가지로 시청률 및 관련 상품의 매출이 중요시되기 때문에 인기 작품은 「슈퍼 전대 시리즈」, 「가면 라이더 시리즈」· 「울트라 맨 시리즈」라는 특수 촬영 드라마처럼 주인공 등의 캐릭터 디자인과 설정을 완전히 바꿀 전개가 이루어지는 경우도 있고, 남아 전용으로는 「건담 시리즈」, 여자 용은 「프리큐어 시리즈」가 대표적인 존재가 되고 있다.
「프리큐어 시리즈」이외의 소녀 대상 작품은 「드래곤볼시리즈」, 「오자 마녀 도레미 시리즈」, 「제멋대로 ☆ 페어리 미르모로 폰! 시리즈」, 「키라링 ☆ 레볼루션」처럼 1년마다 취향을 서서히 바꿔 가며 작품의 인기가 떨어질 때까지 계속 경향이 있다.

## 소비층 설정 구분
아동 만화 작품은 대체로 중학교 미취한 아동을 대상으로 하는데 아동들의 정신적 성장은 대개 1년 단위로 이루어지므로 아동 만화 잡지 류에 연재된 작품의 경우 연재 시작 전부터 소비 대상 연령을 명확히 설정한 경우가 많으며 완구 업체가 제작 지원을 한 애니메이션의 경우에도 관련 상품의 구매 연령을 고려해 애니메이션의 소비 대상 연령을 설정하는 편이다.
연령별로 소비층을 구분하자면 0~2세용, 2~5세용, 3~8세용, 초등학생용, 가족용, 등으로 구분할 수 있다. 그 중 초등학생용은 장르에 따라 남학생용(로봇물)과 여학생용(마법물)으로 구분되며 가족용은 엄밀히 아동용은 아니지만 아동들로 소비가 가능하므로 넓은 의미에서 아동물로 포함이 된다.
따라서 아동용 만화물 중에는 2~5세용 만화물로 시작되었다가 시간이 지남에 따라 가족용 만화물로 장르 변화가 자연스럽게 이루어진 작품도 다수 있으며 일본의 대표적 만화로 인식되는 장기 방영 애니메이션 작품이 다수 포함된다.

## 같이 보기
- 소년 만화
- 소녀 만화
- 청년 만화
- 여성 만화